# Rally México de 2010
El Rally México de 2010, oficialmente Rally Guanajuato Bicentenario como parte de las celebraciones del 200.º aniversario de la Independencia Mexicana y el 100.º aniversario de la Revolución Mexicana, fue la segunda ronda de la temporada 2010 del Campeonato Mundial de Rally. Se celebró en las cercanías de León (Guanajuato) entre el 5 y el 7 de marzo y contó con un itinerario de veintidós tramos sobre tierra que sumaban un total de 354.60 km cronometrados.
Sébastien Loeb la victoria número 55 de su carrera en el campeonato mundial con el triunfo obtenido, liderando la prueba desde la undécima etapa. Loeb ganó por 24 segundos sobre otro piloto de Citroën, Petter Solberg. Solberg había liderado el rally durante el primer día y bajó al segundo lugar en la etapa final súper especial. La posición obtenida por Solberg representó para Sébastien Ogier la no repetición de su hasta ahora mejor resultado dentro del campeonato mundial. 
En la categoría SWRC, Xavier Pons obtuvo el triunfo después de batallar con Martin Prokop durante todo el evento. Al final, el español obtuvo el triunfo por solo 17 segundos de diferencia.
En la categoría del PWRC, Armindo Araújo obtuvo el triunfo con una ventaja de tres minutos sobre Toshi Arai. Miguel Baldoni, Benito Guerra y Gianluca Linari fueron los finalistas restantes. Con la ausencia de Patrik Flodin, Araújo se posicionó en el liderato con una ventaja de quince puntos.

## Itinerario y ganadores
| Día       | Tramo | Hora  | Tramo                    | Distancia | Ganador         | Tiempo          | Vel. media      | Líder rally    |
| --------- | ----- | ----- | ------------------------ | --------- | --------------- | --------------- | --------------- | -------------- |
| 1 (5 Mar) | SS1   | 07:28 | Alfaro 1                 | 22.96 km  | Petter Solberg  | 13:51.4         | 97.77 km/h      | Petter Solberg |
| 1 (5 Mar) | SS2   | 09:01 | Ortega 1                 | 23.83 km  | Petter Solberg  | 13:51.4         | 103.18 km/h     | Petter Solberg |
| 1 (5 Mar) | SS3   | 10:39 | El Cubilete 1            | 18.87 km  | Petter Solberg  | 11:49.9         | 95.69 km/h      | Petter Solberg |
| 1 (5 Mar) | SS4   | 10:57 | Coca-Cola Street Stage 1 | 1.50 km   | Sébastien Ogier | 1:16.6          | 70.50 km/h      | Petter Solberg |
| 1 (5 Mar) | SS5   | 12:17 | Alfaro 2                 | 22.96 km  | Petter Solberg  | 13:56.1         | 98.86 km/h      | Petter Solberg |
| 1 (5 Mar) | SS6   | 13:50 | Ortega 2                 | 23.83 km  | Petter Solberg  | 13:41.2         | 104.47 km/h     | Petter Solberg |
| 1 (5 Mar) | SS7   | 14:38 | El Cubilete 2            | 18.87 km  | Sébastien Ogier | 11:38.9         | 97.20 km/h      | Petter Solberg |
| 1 (5 Mar) | SS8   | 15:53 | Super Special 1          | 2.21 km   | Sébastien Ogier | 1:37.5          | 81.60 km/h      | Petter Solberg |
| 1 (5 Mar) | SS9   | 15:58 | Super Special 2          | 2.21 km   | Sébastien Ogier | 1:36.9          | 82.11 km/h      | Petter Solberg |
| 2 (6 Mar) | SS10  | 07:54 | Ibarilla 1               | 29.90 km  | Sébastien Loeb  | 18:18.3         | 98.01 km/h      | Petter Solberg |
| 2 (6 Mar) | SS11  | 09:17 | Duarte 1                 | 23.27 km  | Sébastien Loeb  | 18:10.2         | 76.84 km/h      | Sébastien Loeb |
| 2 (6 Mar) | SS12  | 10:08 | Derramadero 1            | 23.28 km  | Sébastien Loeb  | 14:03.7         | 99.33 km/h      | Sébastien Loeb |
| 2 (6 Mar) | SS13  | 13:12 | Coca-Cola Street Stage 2 | 1.50 km   | Sébastien Loeb  | 1:15.3          | 71.71 km/h      | Sébastien Loeb |
| 2 (6 Mar) | SS14  | 12:52 | Ibarrilla 2              | 29.90 km  | Sébastien Loeb  | 18:01.6         | 99.52 km/h      | Sébastien Loeb |
| 2 (6 Mar) | SS15  | 14:55 | Duarte 2                 | 23.27 km  | Sébastien Loeb  | 17:44.9         | 78.67 km/h      | Sébastien Loeb |
| 2 (6 Mar) | SS16  | 15:06 | Derramadero 2            | 23.28 km  | Sébastien Loeb  | 13:50.4         | 100.92 km/h     | Sébastien Loeb |
| 2 (6 Mar) | SS17  | 16:21 | Super Special 3          | 2.21 km   | Sébastien Loeb  | 1:39.1          | 80.28 km/h      | Sébastien Loeb |
| 2 (6 Mar) | SS18  | 16:26 | Super Special 4          | 2.21 km   | Sébastien Ogier | 1:38.1          | 81.10 km/h      | Sébastien Loeb |
| 3 (7 Mar) | SS19  | 08:43 | Guanajuatito             | 29.13 km  | Sébastien Ogier | 19:47.8         | 88.29 km/h      | Sébastien Loeb |
| 3 (7 Mar) | SS20  | 09:34 | Sauz Seco                | 7.05 km   | Tramo cancelado | Tramo cancelado | Tramo cancelado | Sébastien Loeb |
| 3 (7 Mar) | SS21  | 10:12 | Comanjilla               | 17.88 km  | Petter Solberg  | 10:16.2         | 104.46 km/h     | Sébastien Loeb |
| 3 (7 Mar) | SS22  | 11:27 | Super Special 5          | 4.42 km   | Petter Solberg  | 3:12.7          | 82.57 km/h      | Sébastien Loeb |

## Clasificación final
| Pos.     | Piloto               | Copiloto            | Automóvil                      | Tiempo    | Diferencia | Puntos  |
| General  | General              | General             | General                        | General   | General    | General |
| -------- | -------------------- | ------------------- | ------------------------------ | --------- | ---------- | ------- |
| 1.       | Sébastien Loeb       | Daniel Elena        | Citroën C4 WRC                 | 3:42:41.7 | 0.0        | 25      |
| 2.       | Petter Solberg       | Phil Mills          | Citroën C4 WRC                 | 3:43:05.9 | 24.2       | 18      |
| 3.       | Sébastien Ogier      | Julien Ingrassia    | Citroën C4 WRC                 | 3:43:07.0 | 25.3       | 15      |
| 4.       | Mikko Hirvonen       | Jarmo Lehtinen      | Ford Focus RS WRC 09           | 3:44:29.2 | 1:47.5     | 12      |
| 5.       | Jari-Matti Latvala   | Miikka Anttila      | Ford Focus RS WRC 09           | 3:44:56.8 | 2:15.1     | 10      |
| 6.       | Henning Solberg      | Ilka Minor          | Ford Focus RS WRC 08           | 3:45:29.7 | 2:48.0     | 8       |
| 7.       | Federico Villagra    | Jorge Pérez Companc | Ford Focus RS WRC 08           | 3:52:55.1 | 10:13.4    | 6       |
| 8.       | Xavier Pons          | Alex Haro           | Ford Fiesta S2000              | 4:01:26.1 | 18:44.4    | 4       |
| 9.       | Martin Prokop        | Jan Tománek         | Ford Fiesta S2000              | 4:01:43.7 | 19:02.0    | 2       |
| 10.      | Armindo Araújo       | Miguel Ramalho      | Mitsubishi Lancer Evolution X  | 4:04:14.2 | 21:32.5    | 1       |
| SWRC     |                      |                     |                                |           |            |         |
| 1. (8.)  | Xavier Pons          | Alex Haro           | Ford Fiesta S2000              | 4:01:26.1 | 0.0        | 25      |
| 2. (9.)  | Martin Prokop        | Jan Tománek         | Ford Fiesta S2000              | 4:01:43.7 | 17.6       | 18      |
| 3. (20.) | Michał Kościuszko    | Maciek Szczepaniak  | Ford Fiesta S2000              | 4:35:02.9 | 33:36.8    | 15      |
| 4. (21.) | Eyvind Brynildsen    | Cato Menkerud       | Škoda Fabia S2000              | 4:35:25.9 | 33:59.8    | 12      |
| 5. (22.) | Albert Llovera       | Borja Rozada        | Abarth Grande Punto S2000      | 4:38:31.7 | 37:05.5    | 10      |
| PWRC     |                      |                     |                                |           |            |         |
| 1. (10.) | Armindo Araújo       | Miguel Ramalho      | Mitsubishi Lancer Evolution X  | 4:04:14.2 | 0.0        | 25      |
| 2. (11.) | Toshi Arai           | Daniel Barritt      | Subaru Impreza WRX STi         | 4:07:30.9 | 3:16.7     | 18      |
| 3. (13.) | Miguel Ángel Baldoni | José Diaz           | Mitsubishi Lancer Evolution IX | 4:13:27.2 | 9:13.0     | 15      |
| 4. (15.) | Benito Guerra        | Javier Marín        | Mitsubishi Lancer Evolution X  | 4:23:23.8 | 19:09.6    | 12      |
| 5. (17.) | Gianluca Linari      | Paolo Gregoriani    | Subaru Impreza WRX STi         | 4:26:16.9 | 22:02.7    | 10      |